# .um
.um e интернет домейн от първо ниво за Малки далечни острови на САЩ. Администрира се от Регистъра на Малки далечни острови на САЩ. Представен е през 1997, но статуса му е променен на неразпределен през 2007, а е изтрит през 2008.